# Onitis chalceus
Onitis chalceus är en skalbaggsart som beskrevs av Lansberge 1875. Onitis chalceus ingår i släktet Onitis och familjen bladhorningar. Inga underarter finns listade i Catalogue of Life.